# Anacamptodes sanctissima
Anacamptodes sanctissima là một loài bướm đêm trong họ Geometridae.